# Группа партизанского действия
Группа партизанского действия (итал. Gruppi d'Azione Partigiana) — итальянская леворадикальная городская партизанская организация, созданная в 1970 г. Джанджакомо Фельтринелли.
ГПД стала второй после Группы XXII октября организацией перешедшей к тактике городской герильи. Она была создана и действовала в Милане и его окрестностях с 1970 по 1972 гг. По мнению теоретика организации — Джанджакомо Фельтринелли — ГПД должна была стать частью национально-освободительной армии, которая не позволит неофашистам совершить государственный переворот.
После гибели при подозрительных обстоятельствах Фельтринелли, ГПД прекратила свою деятельность. Часть её членов ушла в Красные бригады.